# Wavin’ Flag
Wavin’ Flag – singiel nagrany przez somalijsko-kanadyjskiego artystę K’naan z albumu Troubadour wydanego 24 lutego 2009 roku. Utwór osiągnął m.in. 2 miejsce na kanadyjskiej liście Canadian Hot 100, przez wiele tygodni zajmował pierwsze pozycje na innych czołowych listach przebojów w Kanadzie. Utwór był hymnem promocyjnym Coca-Coli podczas Mundialu w RPA 2010, dzięki czemu stał się ogólnoświatowym hitem.
Po wydaniu zremiksowanej wersji w kwietniu 2010, „Wavin’ Flag” osiągnął numer jeden w Niemczech, Szwajcarii i Austrii i numer dwa w Kanadzie, Włoszech, Wielkiej Brytanii i Irlandii.

## Zremiksowane wersje

### Kanadyjska
12 marca 2010 K’naan wspólnie z tzw. „supergrupą” kanadyjskich artystów, znanych jako Young Artists for Haiti, nagrał remake utworu, który stał się jednym z najlepiej ocenianych piosenek wiosny 2010 w Kanadzie. W tej nowej wersji singel ponownie znalazł się na pierwszych miejscach na większości krajowych listach przebojów. W ponownym nagraniu utworu brał udział również Aubrey Drake Graham.

### Amerykańska
30 kwietnia 2010 K’naan nagrał kolejną wersję utworu, tym razem we współpracy z Williamem James Adamsem i Davidem Guettą, którego docelowymi słuchaczami stała się już międzynarodowa publiczność. Piosenka bowiem została wybrana jako hymn promocyjny Coca-Coli podczas Mistrzostw Świata w Piłce Nożnej 2010 w Południowej Afryce, dlatego też zapadła decyzja o jej zremiksowaniu. Angielska wersja tytułu została wydana jako Wavin’ Flag „[Coca-Cola] Celebration Mix”. Pojawiło się również wiele innych wersji językowych na świecie, często w tych krajach, gdzie dopiero usłyszano o utworze K’naana.
Ponadto w letniej serii reklam Coca-Coli o Mundialu 2010 w RPA w tle można było usłyszeć dźwięki muzyki wersji „Celebration Mix”.
Nowa wersja singla pojawiła się również na soundtracku do gier wideo NBA 2K10 i 2010 FIFA World Cup.